# Peter Hoffmann (Historiker, 1930)

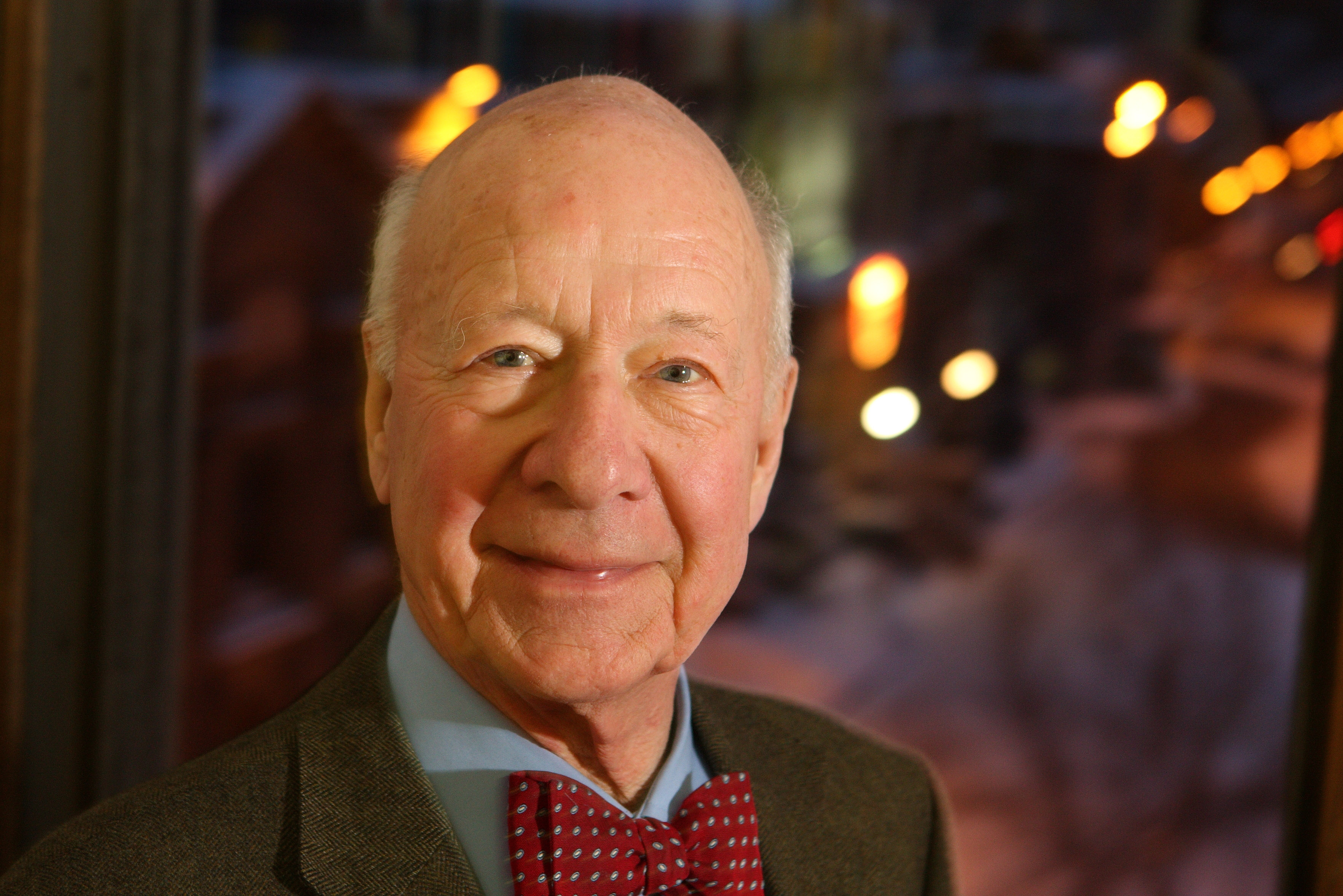
Peter Hoffmann (2008)

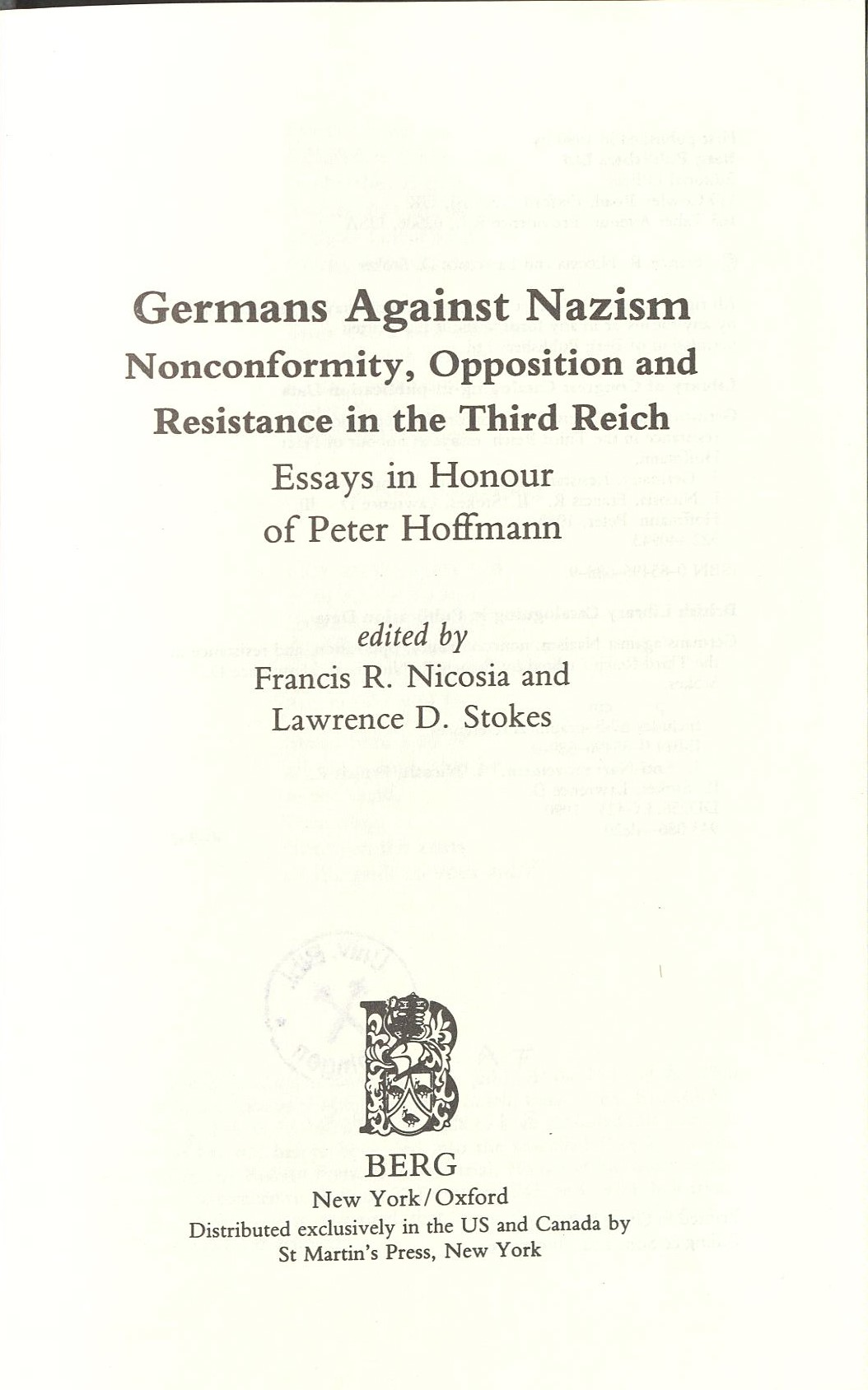
Festschrift herausgegeben von Lawrence D. Stokes und Francis R. Nicosia (1990)

Peter Conrad Werner Hoffmann (* 13. August 1930 in Dresden; † 6. Januar 2023) war ein deutsch-kanadischer Historiker. Sein Forschungsschwerpunkt war der Widerstand gegen den Nationalsozialismus; seine Stauffenberg-Biografie ist ein Standardwerk. 

## Leben
Hoffmann wurde 1930 in Dresden als Sohn des späteren Direktors der Württembergischen Landesbibliothek Wilhelm Hoffmann geboren und wuchs in Stuttgart auf. Der ehemalige Biberacher Oberbürgermeister Claus-Wilhelm Hoffmann (1932–2025) war sein Bruder. Nach dem Studium an den Universitäten Stuttgart, Tübingen, Zürich und an der Northwestern University wurde er 1961 bei Franz Schnabel an der Ludwig-Maximilians-Universität München mit der Dissertation Die diplomatischen Beziehungen zwischen Württemberg und Bayern im Krimkrieg und bis zum Beginn der Italienischen Krise zum Dr. phil. promoviert.
Von 1961 bis 1965 war er Dozent an der University of Maryland, College Park. 1965 wurde er Assistant Professor und 1968 Associate Professor of History an der University of Northern Iowa in Cedar Falls. 1970 folgte er einem Ruf auf einen Lehrstuhl für deutsche Geschichte an der McGill University in Montreal. Hoffmann war ab 1988 William Kingsford Professor of History.
Er war unter anderem Mitglied des Beirats der Forschungsgemeinschaft 20. Juli. Ab 1989 war er Fellow der Royal Society of Canada. Im Jahr 2000 wurde er mit dem Bundesverdienstkreuz 1. Klasse ausgezeichnet; 2010 erhielt er die Staufermedaille für seine Verdienste um Baden-Württemberg. 

## Schriften
- Widerstand, Staatsstreich, Attentat – Der Kampf der Opposition gegen Hitler. Piper, München 1969. 
Weitere Ausgaben: Büchergilde 1971, Taschenbuchausgabe Piper, dann Ullstein 1974. Neuausgabe: Vierte, neu überarbeitete und ergänzte Ausgabe, Juli 1985, ISBN 3-492-00718-X.
- Die Sicherheit des Diktators. Hitlers Leibwachen, Schutzmassnahmen, Residenzen, Hauptquartiere, Piper, München 1975, ISBN 978-3-492021203
- German Resistance to Hitler. Harvard University Press, Cambridge, Massachusetts 1989, ISBN 0-674-35086-3.
- Claus Schenk Graf von Stauffenberg und seine Brüder. Deutsche Verlags-Anstalt, Stuttgart 1992, ISBN 3-421-06533-0.
- Stauffenberg und der 20. Juli 1944. Beck, München 1998, ISBN 978-3-406-43302-3.
- Hitler’s Personal Security. Da Capo Press, Boston 2000, ISBN 0-306-80947-8.
- Stauffenbergs Freund. Die tragische Geschichte des Widerstandskämpfers Joachim Kuhn. C. H. Beck, München 2007, ISBN 978-3-406-55810-8.[2]
- Claus Schenk Graf von Stauffenberg. Die Biographie. 4., erweiterte Auflage. Pantheon, München 2009. ISBN 978-3-570-55046-5.
- Carl Goerdeler and the Jewish Question, 1933–1942. Cambridge University Press, Cambridge 2011, ISBN 1-107-00798-4.
- Behind Valkyrie. German Resistance to Hitler. Documents. McGill-Queen’s University Press, Montreal & Kingston, London, Ithaca 2011, ISBN 978-0-7735-3770-5.
- Carl Goerdeler gegen die Verfolgung der Juden. Böhlau Verlag, Köln, Weimar, Wien 2013, ISBN 978-3-412-21024-3.